# Swen z Lade
Swen z Lade (zm. 1016) – jarl Lade, syn władcy norweskiego Haakona Sigurdssona i Thory Skagadatter.

## Życiorys
Po śmierci ojca Haakona i przejęciu władzy w Norwegii przez Olafa Tryggvasona, Swen i jego brat Eryk uciekli z Norwegii na dwór króla szwedzkiego Eryka Zwycięskiego, a po jego śmierci schronili się w Danii u króla Swena Widłobrodego. Po bitwie w Øresundzie, w której czynny udział brał brat Swena Eryk, bracia przejęli władzę w Norwegii jako królewscy wasale. 
W 1016 w Norwegii pojawił się z wojskami pretendent do tronu norweskiego Olaf Haraldsson. Swen zarządzał wówczas samodzielnie Norwegią, gdyż jego brat towarzyszył królowi Kanutowi Wielkiemu w jego kampanii, mającej na celu zdobycie władzy w Anglii. 25 marca 1016 doszło do starcia wojsk Swena z armią Olafa pod Nesjar. Mimo liczebnej przewagi armia Swena została rozgromiona przez wojowników Haraldssona. Pokonany Swen udał się do Danii, a następnie szukał pomocy na Rusi, gdzie wkrótce potem zmarł.